# Fabien Foret
 (mai 2014).
Si vous disposez d'ouvrages ou d'articles de référence ou si vous connaissez des sites web de qualité traitant du thème abordé ici, merci de compléter l'article en donnant les références utiles à sa vérifiabilité et en les liant à la section « Notes et références ».

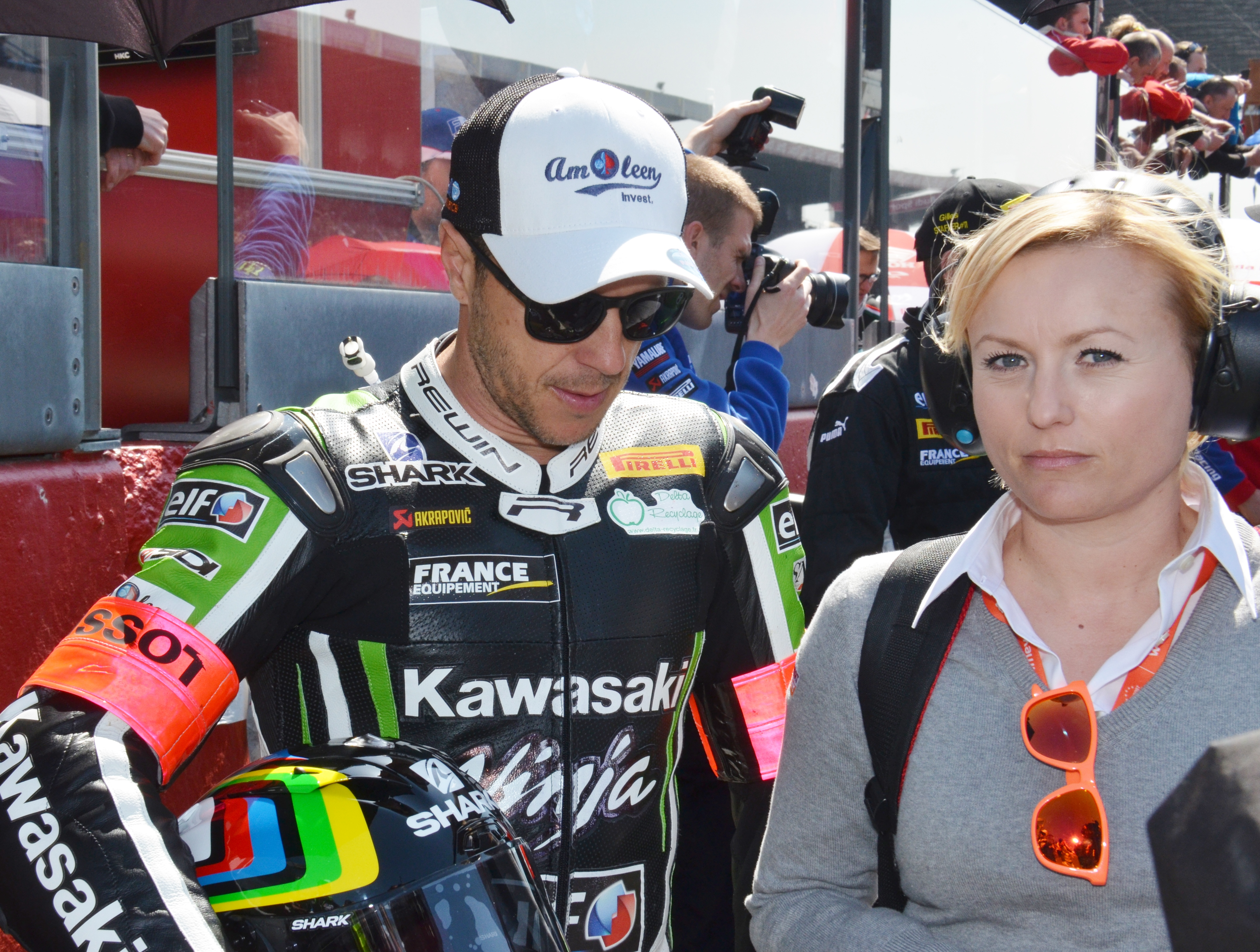

Fabien Foret, né le 29 janvier 1973 à Angoulême, est un pilote de vitesse moto français. Il roule actuellement dans le championnat du monde de Superbike.

## Parcours sportif
- 1994, il commence en championnat de France 125 cm3 Promosport, où il termine quatrième en fin d'année.
- 1995, il est champion de France 125 cm3 Promosport.
- 1996, il finit neuvième au championnat de France 750 cm3.
- 1997, il est troisième en championnat de France Supersport, troisième en championnat de France 1 000 cm3 Promosport et huitième au Bol d'or.
- 1998, il finit troisième au 24 Heures du Mans et sixième au championnat de France Superbike.
- 1999, il est deuxième au Bol d'or, deuxième au championnat de France Superbike et championnat du monde Stocksport.
- 2000, il débute en championnat du monde de Supersport sur Ducati. Il réalise son premier podium à Oschersleben (Allemagne). La même année il gagne les 24 Heures de Liège à Spa-Francorchamps (Belgique) et le Bol d'or avec Jean-Marc Deletang et Mark Willis sur Yamaha.
- 2001, il termine huitième au championnat du monde de Supersport sur Honda avec une victoire à Imola (Italie). La même année il finit deuxième aux 24 Heures du Mans ainsi qu'au Bol d'or.
- 2002, il remporte le titre de champion du monde de Supersport avec la Honda du Team Ten Kate. Cette année il remporte les manches de Valencia (Espagne), Monza (Italie), Misano (Saint-Marin) et Assen (Pays-Bas).
- 2003, il passe chez Kawasaki et finit neuvième du championnat du monde Supersport. Il remporte la course de Misano.
- 2004, il finit septième du championnat du monde Supersport sur Yamaha.
- 2005, il finit quatrième du championnat du monde Supersport sur Honda et gagne à Assen.
- 2006, il passe en championnat du monde Superbike. Après une première moitié de saison difficile, il est remplacé par Max Neukirchner. Le Team Kawasaki Gil Motor Sport l'accueille pour finir la saison en Supersport.
- 2007, toujours sur Kawasaki il finit à la troisième place du championnat du monde Supersport avec une victoire à Phillip Island (Australie).
- 2008, il rejoint l'équipe officielle Yamaha Supersport. Il commence la saison avec une pole position à Losail (Qatar) et une victoire à Monza. Mais après six courses, un grave accident survenu à Brno (République tchèque) le contraint à manquer plusieurs manches. Il finira la saison a la sixième place.
- 2009, toujours sur la Yamaha officielle, il finit cinquième au championnat du monde Supersport avec une victoire à Brno.
- 2010, il finit treizième au championnat du monde Supersport sur Kawasaki.
- 2011, il retourne chez Honda Ten Kate et finit troisième au championnat du monde Supersport et gagne la manche d' Imola.
- 2012, il finit quatrième du championnat du monde Supersport sur Kawasaki et remporte les courses d'Imola et de Brno.
- 2013, il finit troisième du championnat du monde Supersport sur Kawasaki et gagne à Aragon (Espagne). La même année il remporte les 24 Heures du Mans avec Grégory Leblanc et Nicolas Salchaud sur la Kawasaki ZX10-R.
- 2014, pour la seconde fois de sa carrière il roule en superbike avec la Kawasaki ZX10-R EVO du Mahi Racing Team India.

## Statistiques

### Année par année
| Championnat                                  | Équipe                  | Moto                 | Courses | Victoires | Podiums | Poles | M.tour | Pts | Classement |
| -------------------------------------------- | ----------------------- | -------------------- | ------- | --------- | ------- | ----- | ------ | --- | ---------- |
| Championnat d'europe de Superstock 1000 1999 | Team BKM                | Yamaha YZF R1        | 1       | -         | -       | 1     | -      | 0   | NC         |
| Championnat du monde de Supersport 1999      | Team BKM                | Yamaha YZF R6        | 3       | -         | -       | -     | -      | 0   | NC         |
| Championnat du monde de Supersport 2000      | D.C.R. Pirelli          | Ducati 748 R         | 7       | 1         | -       | -     | -      | 23  | 19e        |
| Championnat du monde de Supersport 2001      | Ten Kate Racing         | Honda CBR 600        | 11      | 2         | 2       | 3     | 2      | 90  | 8e         |
| Championnat du monde de Supersport 2002      | Ten Kate Racing         | Honda CBR 600 F      | 12      | 4         | 6       | 6     | 5      | 186 | champion   |
| Championnat du monde de Supersport 2003      | Kawasaki R.T. KRT       | Kawasaki ZX6 RR      | 11      | 1         | 1       | -     | -      | 64  | 9e         |
| Championnat du monde de Supersport 2004      | Yamaha Belgarda         | Yamaha YZF R6        | 10      | 1         | 2       | -     | 2      | 66  | 7e         |
| Championnat du monde de Supersport 2005      | Honda Megabike          | Honda CBR 600 RR     | 11      | 1         | 5       | 1     | -      | 144 | 4e         |
| Championnat du monde de Superbike 2006       | Alstare Corona Extra    | Suzuki GSX R 1000 K6 | 14      | -         | -       | -     | -      | 19  | 20e        |
| Championnat du monde de Supersport 2006      | Gil Motor Sport         | Kawasaki ZX6 RR      | 2       | -         | 1       | -     | -      | 16  | 25e        |
| Championnat du monde de Supersport 2007      | Gil Motor Sport         | Kawasaki ZX6 RR      | 13      | 1         | 4       | 1     | -      | 128 | 3e         |
| Championnat du monde de Supersport 2008      | Yamaha World Supersport | Yamaha YZF R6        | 9       | 1         | 2       | 1     | 2      | 111 | 6e         |
| Championnat du monde de Supersport 2009      | Yamaha World Supersport | Yamaha YZF R6        | 14      | 1         | 3       | -     | -      | 123 | 5e         |
| Championnat du monde de Supersport 2010      | Team Lorenzini by Leoni | Kawasaki ZX 6R       | 13      | -         | -       | -     | -      | 65  | 13e        |
| Championnat du monde de Supersport 2011      | Ten Kate Racing         | Honda CBR 600 RR     | 11      | 1         | 6       | 2     | 3      | 148 | 3e         |
| Championnat du monde de Supersport 2012      | Kawasaki Intermoto Step | Kawasaki Ninja ZX6 R | 13      | 2         | 6       | -     | 2      | 171 | 4e         |
| Championnat du monde de Supersport 2013      | Mahi Racing Team India  | Kawasaki Ninja ZX6 R | 11      | 1         | 5       | -     | 1      | 140 | 3e         |
| Championnat du monde de Superbike 2014       | Mahi Racing Team India  | Kawasaki ZX10 R EVO  |         |           |         |       |        |     |            |

### Course par course
| Année | Catégorie  | Moto     | 1       | 2       | 3       | 4       | 5       | 6       | 7       | 8          | 9       | 10      | 11      | 12      | 13      | 14    | Pos      | Pts |
| ----- | ---------- | -------- | ------- | ------- | ------- | ------- | ------- | ------- | ------- | ---------- | ------- | ------- | ------- | ------- | ------- | ----- | -------- | --- |
| 2000  | Supersport | Ducati   | PHI     | SUG     | DON Ab. | MON 12  | HOC Ab. | MIS     | VAL     | B H Ab.    | ASS Ab. | OSC 3   | B H 13  |         |         |       | 19e      | 23  |
| 2001  | Supersport | Honda    | VAL 15  | PHI 19  | SUG 8   | MON Ab. | DON 11  | LAU Ab. | MIS 4   | B H 9      | OSC 1   | ASS 10  | IMO 1   |         |         |       | 8e       | 90  |
| 2002  | Supersport | Honda    | VAL 1   | PHI 9   | KYA 5   | SUG 3   | MON 1   | SIL 7   | LAU Dsq | MIS 1      | B H 2   | OSC 6   | ASS 1   | IMO 4   |         |       | champion | 186 |
| 2003  | Supersport | Kawasaki | VAL 14  | PHI 11  | SUG Ab. | MON 5   | OSC Ab. | SIL Ab. | MIS 1   | B H 5      | ASS 6   | IMO Ab. | M-C Ab. |         |         |       | 9e       | 64  |
| 2004  | Supersport | Yamaha   | VAL 2   | PHI 6   | MIS Ab. | MON Dsq | OSC Ab. | SIL 1   | B H Ab. | ASS Ab.    | IMO 5   | M-C Ab. |         |         |         |       | 7e       | 66  |
| 2005  | Supersport | Honda    | LOS 5   | PHI 3   | VAL 5   | MON     | SIL 3   | MIS 2   | BRN Ab. | B H 5      | ASS 1   | LAU 3   | IMO 11  | M-C 4   |         |       | 4e       | 144 |
| 2006  | Supersport | Kawasaki | LOS     | PHI     | VAL     | MON     | SIL     | MIS     | BRN     | B H        | ASS     | LAU 3   | IMO     | M-C Ab. |         |       | 25e      | 16  |
| 2007  | Supersport | Kawasaki | LOS 4   | PHI 1   | DON Ab. | VAL 4   | ASS 3   | MON 2   | SIL 4   | MIS Ab.    | BRN 3   | B H 6   | LAU Ab. | VAL 14  | M-C Ab. |       | 3e       | 128 |
| 2008  | Supersport | Yamaha   | LOS Ab. | PHI 4   | VAL 2   | ASS 4   | MON 1   | NÜR 4   | MIS 4   | BRN        | B H     | DON     | VAL     | M-C 8   | POR 10  |       | 6e       | 111 |
| 2009  | Supersport | Yamaha   | PHI 7   | LOS Ab. | VAL 10  | ASS 4   | MON 3   | KYA Ab. | MIL 5   | MIS 8      | DON Ab. | BRN 1   | NÜR 5   | IMO 3   | M-C Ab. | POR 8 | 5e       | 123 |
| 2010  | Supersport | Kawasaki | PHI 5   | POR 5   | VAL 10  | ASS Ab. | MON Ab. | KYA Ab. | MIL 10  | MIS 8      | BRN 10  | SIL 12  | NÜR 4   | IMO Ab. | M-C Ab. |       | 13e      | 65  |
| 2011  | Supersport | Honda    | PHI Ab. | DON     | ASS 2   | MON 3   | MIS 2   | ARA 7   | BRN 2   | SIL 3      | NÜR 6   | IMO 1   | M-C 8   | POR 12  |         |       | 3e       | 148 |
| 2012  | Supersport | Kawasaki | PHI 2   | IMO 1   | ASS Ab. | MON 12  | DON 10  | MIS 8   | ARA 2   | BRN 1      | SIL 6   | MOS 6   | NÜR 3   | POR 3   | M-C 5   |       | 4e       | 171 |
| 2013  | Supersport | Kawasaki | PHI 4   | ARA 1   | ASS 3   | MON     | DON 9   | POR 2   | IMO 12  | MOS annulé | SIL 3   | NÜR 2   | IST Ab. | M-C 4   | JER 10  |       | 3e       | 140 |

| Année | Catégorie | Moto     | 1   | 1   | 2   | 2   | 3   | 3   | 4   | 4   | 5   | 5   | 6   | 6   | 7   | 7   | 8   | 8   | 9   | 9   | 10  | 10  | 11  | 11  | 12  | 12  | 13  | 13  | Pos | Pts |
| Année | Catégorie | Moto     | R1  | R2  | R1  | R2  | R1  | R2  | R1  | R2  | R1  | R2  | R1  | R2  | R1  | R2  | R1  | R2  | R1  | R2  | R1  | R2  | R1  | R2  | R1  | R2  | R1  | R2  | Pos | Pts |
| 2006  | Superbike | Suzuki   | LOS | LOS | PHI | PHI | VAL | VAL | MON | MON | SIL | SIL | MIS | MIS | BRN | BRN | B H | B H | ASS | ASS | LAU | LAU | IMO | IMO | M-C | M-C |     |     | 20e | 19  |
| ----- | --------- | -------- | --- | --- | --- | --- | --- | --- | --- | --- | --- | --- | --- | --- | --- | --- | --- | --- | --- | --- | --- | --- | --- | --- | --- | --- | --- | --- | --- | --- |
| 2006  | Superbike | Suzuki   | Ab. | Ab. | Ab. | 18  | 15  | 13  | 13  | 13  | Ab. | Ab. | 13  | 10  | Ab. | 20  |     |     |     |     |     |     |     |     |     |     |     |     | 20e | 19  |
| 2014  | Superbike | Kawasaki | PHI | PHI | ARA | ARA | ASS | ASS | IMO | IMO | DON | DON | SEP | SEP | MIS | MIS | POR | POR | LAG | LAG | JER | JER | M-C | M-C | PHA | PHA | LOS | LOS | -   | -   |
| 2014  | Superbike | Kawasaki | 12  | 12  | Ab. | 15  | Ab. | Ab. | 16  | 15  |     |     |     |     |     |     |     |     |     |     |     |     |     |     |     |     |     |     | -   | -   |